# O-7 (Turkije)
De O-7 of Otoyol 7 (Autosnelweg 7) is een autosnelweg in Turkije. De O-7 is een ringweg ten noorden van Istanbul. De snelweg wordt ook 3.Çevre Yolu (3e Ringweg) of Kuzey Marmara Otoyolu (Noord-Marmarasnelweg) genoemd. De autosnelweg begint ten westen van Istanbul bij Silivri en loopt tot bij Akyazı. De autosnelweg heeft een lengte van 248 kilometer; hij werd aangelegd tussen 2016 en 2021.
O-1 · 
O-2 · 
O-3 · 
O-4 · 
O-5 · 
O-6 · 
O-7 · 
O-20 · 
O-21 · 
O-21A · 
O-22 · 
O-30 · 
O-31 · 
O-32 · 
O-33 · 
O-50 · 
O-51 · 
O-52 · 
O-53 · 
O-54 · 
O-57